# 内閣広報官
内閣広報官（ないかくこうほうかん、英: Cabinet Public Relations Secretary）は、内閣法に基づき、内閣官房に置かれる官職のひとつである。

## 概説
2001年（平成13年）1月6日の中央省庁再編で、内閣官房に新設された。内閣法に基づく国家公務員法の適用を受けない特別職の国家公務員で、事務次官級の政治任用職として設置された。
所掌する内閣官房内閣広報室は、一部を除き内閣府大臣官房政府広報室と別組織で、従来の総理府と内閣官房の兼職ではなく、連携関係にあり内閣府の政府広報室も掌握可能な役職である。
内閣法第18条第2項では、内閣の重要政策の企画立案や総合調整に必要な広報に関するものを掌理することを任務として定める。

## 内閣副広報官
内閣広報官の下に内閣副広報官が定数1人で置かれ、外国語の広報を担当するため外務省出身者が務める。一般職の国家公務員である。

## 内閣広報官（中央省庁再編前）
行政の情報発信能力を強化する趣旨で、内閣官房に設置された広報担当職である。
1973年（昭和48年）5月1日に設置された内閣官房内閣広報室長を前身に、行政改革の一環である内閣官房再編で1986年（昭和61年）7月1日に新設された内閣広報官室の長で、正式名称は内閣官房内閣広報官室内閣広報官である。これらの役職は内閣官房組織令で定められた一般職の国家公務員である。
いずれも、総理府事務官である内閣総理大臣官房広報室長と兼務で、内閣広報室や内閣広報官室の職員も総理府広報室と兼務した。
内閣広報官室は2001年（平成13年）1月6日の中央省庁改革で廃止された。

## 歴代広報官
| 代数                                                                                      | 氏名       | 在任期間                | 前職                                                                    | 後職                                                        |
| ----------------------------------------------------------------------------------------- | ---------- | ----------------------- | ----------------------------------------------------------------------- | ----------------------------------------------------------- |
| 内閣総理大臣官房広報室長【総理府事務官】                                                  |            |                         |                                                                         |                                                             |
| 1                                                                                         | 三枝三郎   | 1960.7.1 - 1964.4.17    | 内閣官房内閣審議室内閣審議官 兼内閣総理大臣官房参事官                   | 総理府特別地域連絡局長                                      |
| 2                                                                                         | 山野幸吉   | 1964.4.17 - 1964.10.14  | 内閣総理大臣官房参事官 兼内閣総理大臣官房臨時農地等被買収者問題調査室長 | 総理府特別地域連絡局長                                      |
| 3                                                                                         | 三井芳文   | 1964.10.14 - 1968.2.7   | 総理府恩給局次長                                                        | 退職 →1968.4.1公立学校共済組合理事（常勤）                  |
| 4                                                                                         | 松本芳晴   | 1968.2.7 - （1973.5.1） | 総理府統計局総務課長                                                    | （内閣官房兼任）                                            |
| 内閣総理大臣官房広報室長【総理府事務官】 内閣官房内閣広報室長【内閣審議官】兼任           |            |                         |                                                                         |                                                             |
| 総5/官1                                                                                   | 松本芳晴   | 1973.5.1 - 1973.6.1     | （総理府専任）                                                          | 内閣総理大臣官房付 →1973.7.31退職 →1974.2.1日本専売公社監事 |
| 総6/官2                                                                                   | 齋藤一郎   | 1973.6.1 - 1974.6.7     | 警察庁刑事局保安部長・警視監                                            | 防衛庁長官官房長                                            |
| 総7/官3                                                                                   | 渡部正郎   | 1974.6.7 - 1974.11.29   | 警察庁交通局長・警視監                                                  | 内閣官房内閣調査室長                                        |
| 総8/官4                                                                                   | 関忠雄     | 1974.11.29 - 1976.12.10 | 九州管区警察局長・警視監 →警察庁警務局付・警視監                        | 警察庁警務局付 →1977.2.18近畿管区警察局長                   |
| 総9/官5                                                                                   | 島村史郎   | 1976.12.10 - 1978.9.4   | 内閣総理大臣官房総務審議官                                              | 総理府統計局長兼統計研修所長                                |
| 総10/官6                                                                                  | 小玉正任   | 1978.9.4 - 1979.11.13   | 沖縄開発庁沖縄総合事務局長                                              | 総理府賞勲局長                                              |
| 総11/官7                                                                                  | 小野佐千夫 | 1979.11.13 - 1983.11.4  | 内閣総理大臣官房管理室長                                                | 退職                                                        |
| 総12/官8                                                                                  | 金子仁洋   | 1983.11.4 - 1986.7.1    | 科学警察研究所総務部長・警視監 →1983.8.26警察庁警務局付・警視監         | 警察大学校長・警視監                                        |
| 内閣官房内閣広報官室内閣広報官【内閣審議官】 内閣総理大臣官房広報室長【総理府事務官】併任 |            |                         |                                                                         |                                                             |
| 1/総13                                                                                    | 宮脇磊介   | 1986.7.1 - 1988.7.15    | 皇宮警察本部長・皇宮警視監                                              | 退職                                                        |
| 2/総14                                                                                    | 高田朗雄   | 1988.7.15 - 1989.7.15   | 関東管区警察局長・監視監（1988.1.29退職）                               | 退職                                                        |
| 3/総15                                                                                    | 岡村健     | 1989.7.15 - 1991.4.1    | 警視庁副総監・警視監 →警察庁警務局付・警視監                            | 警察庁警務局付・警視監（同日退職）                          |
| 4/総16                                                                                    | 樋口武文   | 1991.4.1 - 1993.4.30    | 九州管区警察局長・警視監 →1991.4.1警察庁警務局付・警視監                | 警察庁警務局付・警視監（同日退職）                          |
| 5/総17                                                                                    | 半田嘉弘   | 1993.4.30 - 1996.7.30   | 埼玉県警察本部長・警視監 →警察庁警務局付・警視監                        | 警察庁                                                      |
| 6/総18                                                                                    | 上村知昭   | 1996.7.30 - 1999.7.13   | 総務庁青少年対策本部次長                                                | 退職 →1999.10.1平和祈念事業特別基金理事長                   |
| 7/総19                                                                                    | 近藤茂夫   | 1999.7.13 - 2001.1.5    | 国土事務次官                                                            | 内閣広報官                                                  |
| 内閣広報官                                                                                |            |                         |                                                                         |                                                             |
| 1                                                                                         | 近藤茂夫   | 2001.1.6 - 2001.4.26    | 内閣官房内閣広報官室内閣広報官 兼内閣総理大臣官房広報室長               | 退職 →2003.9.29特命全権大使                                 |
| 2                                                                                         | 近藤茂夫   | 2001.4.26 - 2003.7.30   | 内閣官房内閣広報官室内閣広報官 兼内閣総理大臣官房広報室長               | 退職 →2003.9.29特命全権大使                                 |
| 3                                                                                         | 内田俊一   | 2003.7.30 - 2003.11.19  | 内閣官房内閣総務官室内閣総務官                                          | 内閣府事務次官                                              |
| 4                                                                                         | 内田俊一   | 2003.11.19 - 2005.9.21  | 内閣官房内閣総務官室内閣総務官                                          | 内閣府事務次官                                              |
| 5                                                                                         | 内田俊一   | 2005.9.21 - 2006.7.28   | 内閣官房内閣総務官室内閣総務官                                          | 内閣府事務次官                                              |
| -                                                                                         | （欠員）   | 2006.7.28 - 2006.9.26   |                                                                         |                                                             |
| 6                                                                                         | 長谷川榮一 | 2006.9.26 - 2007.9.26   | 防衛庁防衛参事官                                                        | 退職 →2008.7.11中小企業庁長官                               |
| 7                                                                                         | 長谷川榮一 | 2007.9.26 - 2007.11.6   | 防衛庁防衛参事官                                                        | 退職 →2008.7.11中小企業庁長官                               |
| 8                                                                                         | 小川洋     | 2007.11.6 - 2008.9.24   | 特許庁長官（2005.9.6退職）                                              | 退職 →2011.4.25福岡県知事                                   |
| 9                                                                                         | 小川洋     | 2008.9.25 - 2009.9.16   | 特許庁長官（2005.9.6退職）                                              | 退職 →2011.4.25福岡県知事                                   |
| 10                                                                                        | 小川洋     | 2009.9.16 - 2010.6.8    | 特許庁長官（2005.9.6退職）                                              | 退職 →2011.4.25福岡県知事                                   |
| 11                                                                                        | 小川洋     | 2010.6.8 - 2010.8.24    | 特許庁長官（2005.9.6退職）                                              | 退職 →2011.4.25福岡県知事                                   |
| 12                                                                                        | 千代幹也   | 2010.8.24 - 2011.9.2    | 内閣総務官室内閣総務官                                                  | 退職                                                        |
| 13                                                                                        | 千代幹也   | 2011.9.2 - 2012.12.26   | 内閣総務官室内閣総務官                                                  | 退職                                                        |
| 14                                                                                        | 千代幹也   | 2012.12.26 - 2013.7.23  | 内閣総務官室内閣総務官                                                  | 退職                                                        |
| 15                                                                                        | 長谷川榮一 | 2013.7.23 - 2020.9.16   | 内閣総理大臣補佐官（兼任）                                              | 退職                                                        |
| 16                                                                                        | 山田真貴子 | 2020.9.16 - 2021.3.1    | 総務審議官（国際担当）、総務省顧問                                      | 退職                                                        |
| -                                                                                         | （欠員）   | 2021.3.1 - 2021.3.3     |                                                                         |                                                             |
| 17                                                                                        | 小野日子   | 2021.3.3 - 2021.10.4    | 外務副報道官                                                            | 外務省経済局長                                              |
| 18                                                                                        | 四方敬之   | 2021.10.4 - 2024.7.1    | 外務省経済局長                                                          | 退職                                                        |
| 19                                                                                        | 小林麻紀   | 2024.7.1 -              | 外務報道官                                                              |                                                             |